# اللقالق (قصيدة)

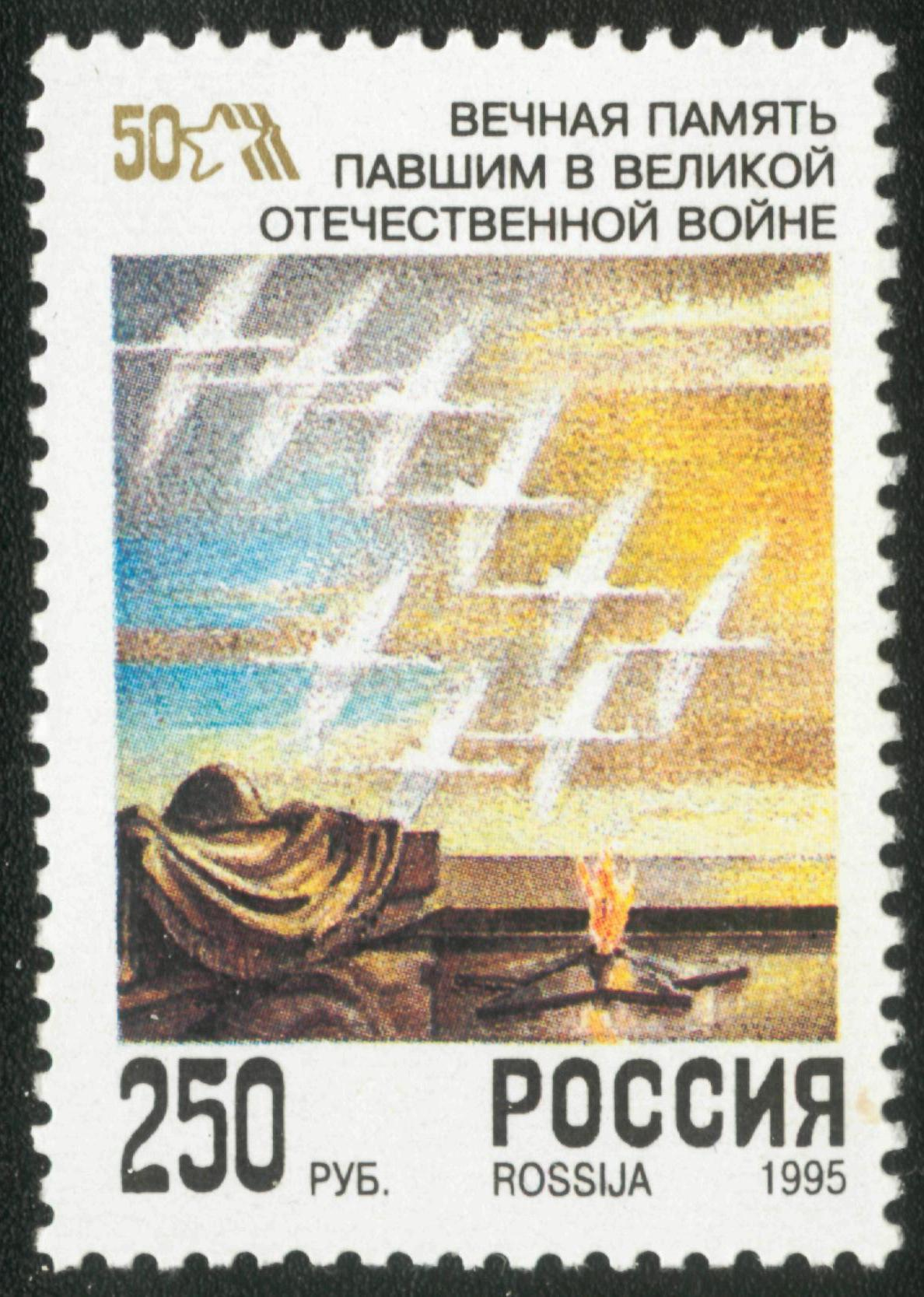

قصيدة اللقالق (بالأوارية: Къункъраби)، (بالروسية: Журавли)- هي واحدة من أشهر الأغاني الداغستانية والروسية التي أتت من الحرب العالمية الثانية.
ألفها الشاعر الداغستاني رسول حمزتوف، عندما زار هيروشيما، واُخذ بمنظر ساحة السلام التذكارية بهيروشيما وتمثال ساداكو ساساكي. ذكرى اللقالق الورقية التي صنعتها الطفلة اليابانية لاحقت ذاكرة الشاعر لأشهر وألهمته ليكتب قصيدة تبدأ بالأسطر التي أصبحت ملء السمع والبصر: "يبدو لي أحياناً أن جنودنا الذين لم يعودوا من ميادين الوغى، لم يخلدوا إلى أسِرّة المجد بل تحولوا إلى لقالق ورقية... "
حين نشرت القصيدة في مجلة "نوفي مير"، استرعت اهتمام مارك برنز، الذي عدل الكلمات وطلب من يان فرنكل تلحينها. الأغنية عرضت في عام 1969. الأغنية ذاع صيتها في العالم كله.
شهرة القصيدة جعلت من معظم النصب التذكارية لجنود الحرب العالمية الثانية في الاتحاد السوفيتي تتخذ اللقالق المحلقة رمزاً رئيسياً لديها.